# Zechlinerhütte
Zechlinerhütte (Zechliner Hütte, von der Lokalbevölkerung kurz „Hütte“ genannt) ist eine ehemals selbständige Gemeinde und heutiger Ortsteil der Stadt Rheinsberg im Landkreis Ostprignitz-Ruppin im Norden Brandenburgs. Der Ort liegt von Wald umgeben am Schlabornsee, hier Hüttensee genannt. Im Ort leben etwa 390 Menschen.
Zwischen 1737 und 1890 wurden in der „Weißen Hütte“ – einer Glashütte – Pokale und farbige Gläser hergestellt. Diese sind heute im Märkischen Museum in Berlin zu sehen. Die Gründung der Glashütte war eigentlich eine Verlagerung der Drewitzer Hütte bei Potsdam, die noch unter dem Großen Kurfürsten gegründet wurde, baufällig wurde und wegen Holzmangel 1730 ihren Betrieb dort einstellen musste. Da die Glashütte zunächst von Flecken Zechlin aus verwaltet wurde, nannte man die Siedlung Zechliner Hütte. Man siedelte Glasmacher, Glasschleifer und Glasbläser aus Böhmen und Thüringen an, nachdem man 1736 auf der wüsten Feldmark Zootzen Wohnhäuser, die Glashütte und das Direktorengebäude erbaut hatte. Auch Landarbeiter und Hirten fanden hier Arbeit, da ausgedehnte Ländereien ebenfalls zu Zechlinerhütte zählten. Zusätzlich zur Weißen Hütte gab es auch die „Grüne Hütte“ zwischen Luhme und dem Flecken Zechlin am Großen Wummsee; hier fertigte man ausschließlich grünes Glas. Die Weiße Glashütte hatte als einzige Glashütte des Landes das Recht, Kristall, Farbgläser und Glaswaren mit Vergoldung herzustellen. Die Genehmigung hierzu hatte der Amtmann Siegfried Stropp 1736 von König Friedrich Wilhelm I. erwirkt. So ersparte man Preußen die teuren Importe aus Böhmen. In den Folgejahren siedelte man Familien aus Württemberg an und gab aus Frankreich vertriebenen Hugenotten Ansiedlungsmöglichkeiten. Im Jahr 1840 stellte man aufgrund der geänderten Marktbedingungen die Produktion auf Gebrauchsglas um.

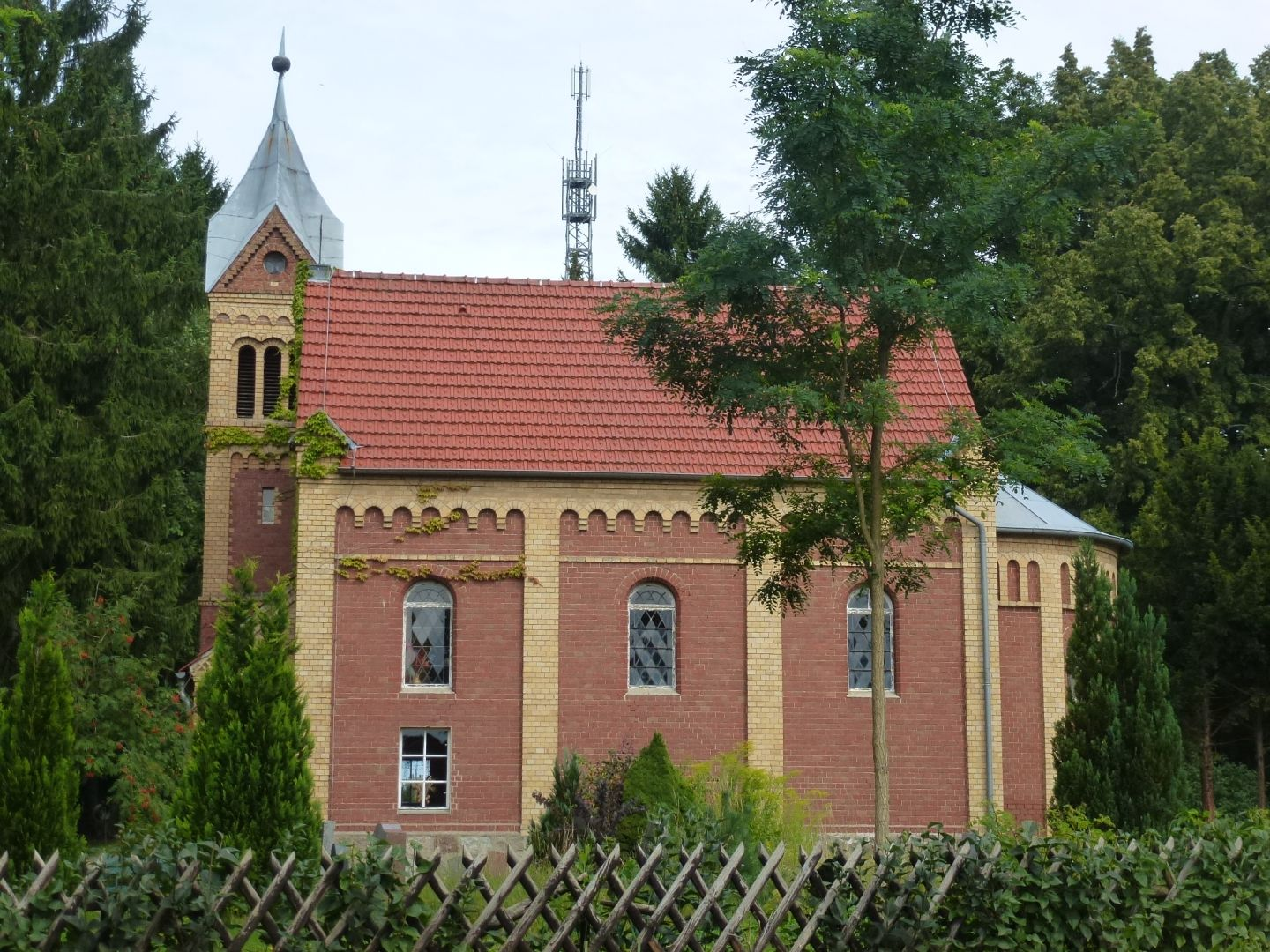
Dorfkirche Zechlinerhütte

Die neoromanische Kirche wurde 1881 errichtet.
Seit 1969 befindet sich die Gedenkstätte für den Entdecker der Kontinentalverschiebung und Meteorologen Alfred Wegener am Ort, der mehrere Sommer in Zechliner Hütte verbracht hatte. Diese Gedenkstätte befand sich ursprünglich im ehemaligen Direktorenhaus der Weißglashütte, das von den Großeltern Alfred Wegeners bewohnt war und von seinem Vater, dem Theologen und Altphilologen Dr. Richard Wegener, 1886 als Sommerhaus der Familie gekauft wurde. Seit 1995 ist die Gedenkstätte in der ehemaligen Schule von Zechliner Hütte untergebracht.
Während der DDR-Zeit war der Ort ein beliebter Luftkurort und Ziel für Gäste des Freien Deutschen Gewerkschaftsbundes (FDGB).
Zechlinerhütte wurde am 26. Oktober 2003 nach Rheinsberg eingemeindet.